# Lista de assexuais
Esta é uma lista de pessoas notáveis no espectro da assexualidade que foram abertas sobre sua sexualidade. O número de indivíduos assexuais notáveis provavelmente é várias vezes maior do que o número de indivíduos que aparecem nesta lista, devido ao fato de muitas pessoas famosas terem escondido suas orientações sexuais.
Pessoas no espectro assexual não sentem atração sexual por outras pessoas ou têm pouco ou nenhum interesse ou desejo por atividade sexual. O espectro inclui subidentidades, incluindo a assexualidade cinza e a demissexualidade. Indivíduos assexuais podem representar cerca de um por cento da população.
Muitas pessoas que se identificam como assexuais também podem se identificar com outros rótulos. Estas outras identidades incluem como eles definem seu gênero e sua orientação romântica. Muitas vezes, eles integram essas características em um rótulo maior com o qual se identificam. Em relação aos aspectos românticos ou emocionais da orientação sexual ou identidade sexual, por exemplo, os assexuais podem identificar-se como heterossexuais, lésbicas, gays, bissexuais, queer ou pelos seguintes termos para indicar que se associam aos aspectos românticos, em vez dos sexuais, da orientação sexual:
- arromântico; pouca ou nenhuma atração romântica
- birromântico; por analogia ao bissexual
- heterorromântico; por analogia ao heterossexual
- homorromântico; por analogia ao homossexual
- panromântico; por analogia ao pansexual

## Lista
| Nome                                | Identidade                             | Nacionalidade   | Notável como                                                                     | Ref.                 |
| ----------------------------------- | -------------------------------------- | --------------- | -------------------------------------------------------------------------------- | -------------------- |
| Alice Oseman                        | Assexual e arromântica                 | Inglesa         | Autora de ficção para jovens adultos                                             | [ 10 ]               |
| Bradford Cox                        | Assexual                               | Norte-americano | Cantor, compositor e integrante da banda Deerhunter                              | [ 11 ]               |
| Caitlyn Jenner                      | Assexual e transgênero                 | Norte-americana | Atleta e ativista pelos direitos transgênero                                     | [ 12 ]               |
| David Archuleta                     | Assexual e questionando bissexualidade | Norte-americano | Cantor e compositor                                                              | [ 13 ]               |
| David Jay                           | Assexual                               | Norte-americano | Ativista e fundador da AVEN                                                      | [ 14 ]               |
| Gabriela Cattuzzo (Bagi)            | Demissexual e bissexual                | Brasileira      | Streamer e YouTuber                                                              | [ 15 ]               |
| Giovanna Ewbank                     | Demissexual                            | Brasileira      | Atriz, modelo e apresentadora                                                    | [ 16 ]               |
| Iza                                 | Demissexual                            | Brasileira      | Cantora e compositora                                                            | [ 15 ]               |
| Jaiden Dittfach (Jaiden Animations) | Assexual e arromântica                 | Norte-americana | YouTuber e animadora                                                             | [ 17 ]               |
| Kayleigh Amstutz (Chappell Roan)    | Demissexual e lésbica                  | Norte-americana | Cantora e compositora                                                            | [ 18 ]               |
| Paula Poundstone                    | Assexual                               | Norte-americana | Comediante, autora, atriz, entrevistadora e comentarista                         | [ 19 ]               |
| Rafael Lange (Cellbit)              | Assexual                               | Brasileiro      | YouTuber, streamer e influenciador digital                                       | [ 20 ]               |
| Robin Skinner (Cavetown)            | Assexual e espectro arromântico        | Inglês          | Cantor, compositor e produtor musical                                            | [ 15 ]               |
| Vivienne Medrano                    | Espectro assexual e bissexual          | Norte-americana | Animadora e ilustradora. Mais conhecida por criar o seriado animado Hazbin Hotel | [Fonte a ser citada] |